# Höchstadt a.d.Aisch
Höchstadt an der Aisch è una città tedesca situata nel land della Baviera.